# Strandhotel Glücksburg

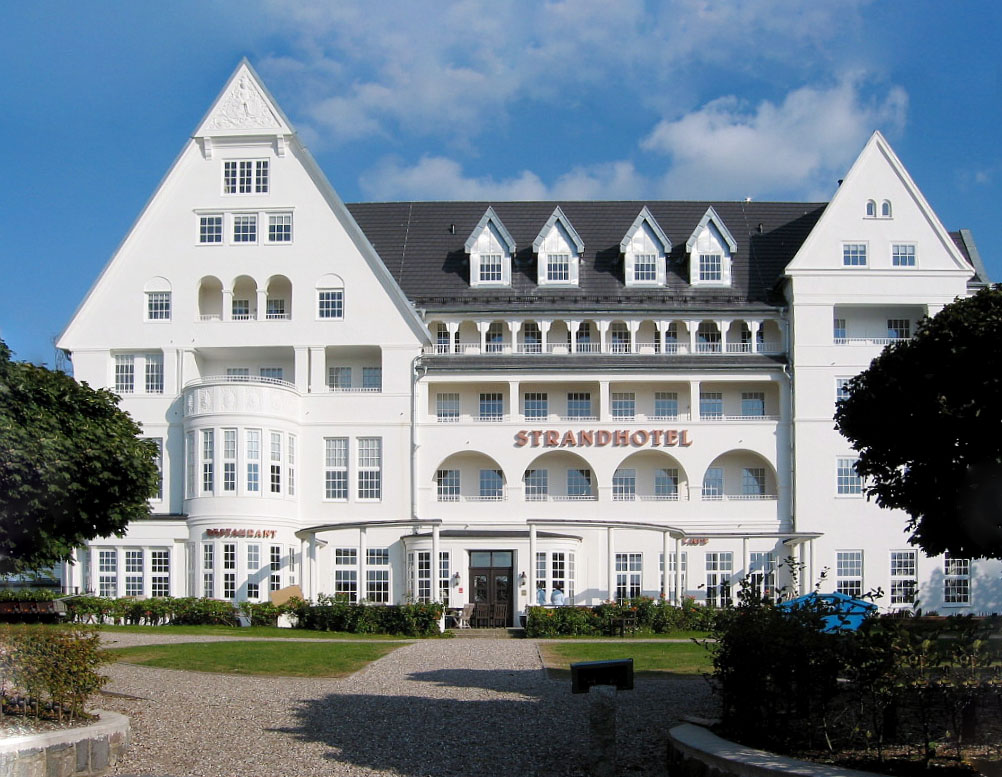
Strandhotel Glücksburg

Das Strandhotel Glücksburg ist ein auf das Jahr 1872 zurückgehendes Hotel in Sandwig, einem Stadtteil der Stadt Glücksburg in Schleswig-Holstein. Es wird im Guide Michelin als „weißes Schloss am Meer“ bezeichnet.

## Lage
Das Strandhotel Glücksburg befindet sich direkt an der Flensburger Förde im Glücksburger Stadtteil Sandwig. Unmittelbar unterhalb des Hotels befindet sich die Glücksburger Seebrücke mit Schiffsverbindung nach Flensburg.

## Geschichte

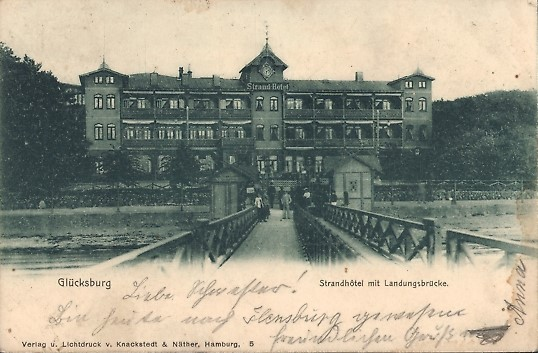
Ansicht vor dem Brand

In den 1830er Jahren hatte der Badebetrieb im Quellental begonnen. Zum Fremdenverkehrsort entwickelte Glücksburg sich aber erst mit der Gründung der Ostseebad-AG bzw. der „Aktiengesellschaft des Ostseebades Glücksburg“ durch zwei Ärzte aus der Region, denen sich rasch weitere 80 Aktionäre anschlossen. Diese legten sich auf den Bau eines Hotels in Sandwig fest, das am 30. Juni 1872 unter der Bezeichnung „Curhaus“ eröffnet wurde. Bald stellte man fest, dass eine Erweiterung des Hauses nötig war. Im Juli 1873 wurde es ausgebaut und das Hotel erhielt den neuen Namen „Strandhotel“. Der erste Pächter war Siegmund Satz. Aufgrund der hohen Reisenachfrage per Dampfschiff wurde ein provisorischer Anleger errichtet. Unter den Dampfern, die am Hotel anlegten, befand sich auch die Seeadler, die maßgeblich zur Beliebtheit des Hotels beitrug. Kaiser Wilhelm I. speiste am 31. Juli 1883 im Hotel, sieben Jahre später auch Kaiser Wilhelm II. zusammen mit seiner Frau Auguste Viktoria, die mit ihrer Yacht Hohenzollern vor dem Hotel an der Landungsbrücke angelegt hatten.
Durch einen Brand im Jahr 1912 wurde das Hotel zu großen Teilen zerstört und erst ein Jahr später wieder aufgebaut. Zu jener Zeit bekam es den Namen „Kurhotel“. Die Weltwirtschaftskrise mitsamt der Inflation wurden zwar überwunden, doch mit dem Ausbruch des Zweiten Weltkriegs wurde aus dem Hotel ein Lazarett gemacht. Noch einige Jahre nach dem Krieg diente es als Unterkunft für viele Flüchtlinge. Erst im Jahre 1948 wurde für andere Unterbringungsmöglichkeiten der Flüchtlinge gesorgt, sodass einige Räume des Hotels wieder im Kurbetrieb eingesetzt werden konnten. Allerdings stand es gleichzeitig bis 1950 als Kinderheilstätte der LVA Schleswig-Holstein zur Verfügung, um an Tuberkulose erkrankte Kinder zu versorgen. Die Renovierung, die 1951 vorgenommen wurde, war mit den damaligen Mitteln nicht einfach. Im Jahr 1952 wurde das Gebäude für 88.000 Mark an den Kirchenkreis Alt-Hamburg verkauft. Danach wurde es unter dem Namen „Matthias-Claudius-Heim“ als Kinderheim für asthmatische Kinder genutzt, bevor es von 1956 bis 1996 als Erholungsheim der evangelischen Kirche für Mütter und Kinder fungierte.
Im Jahr 2000 wurde das Gebäude nach einer Modernisierung und Erweiterung als „Strandhotel Glücksburg“ eröffnet. Seit 2008 gehören die Seebrücke und das Strandbistro Sandwig zum Hotel. Die alte Seebrücke fiel im Januar 2017 dem Orkan „Axel“ und einem nachfolgenden Hochwasser zum Opfer und musste durch einen Neubau ersetzt werden. Die neue Seebrücke ist etwa einen halben Meter höher als ihre Vorgängerin.
Das Hotel-Restaurant Felix ist mit einer Haube des Gault-Millau ausgezeichnet.

## Prominente Gäste
Das Hotel wurde von Seglerprominenz genutzt; 1919 waren Thomas Mann und sein Verleger Samuel Fischer in dem Hotel zu Gast. Ein weiterer bekannter Gast war Klaus Groth. Die Fernsehköchin Cornelia Poletto kochte 2017 mit dem Strandhotel-Chefkoch im Hotel als Gastköchin.